# Lussas
Lussas é uma comuna francesa na região administrativa de Auvérnia-Ródano-Alpes, no departamento de Ardèche. Estende-se por uma área de 16,45 km². Em 2010 a comuna tinha 1 184 habitantes (densidade: 72 hab./km²).